# Erwin Damerow
Erwin Damerow (* 27. Februar 1906 in Berlin; † 1. April 1978 in Berlin) war ein deutscher Bildhauer.

## Leben
Nach Schule und Lehre studierte Damerow von 1921 bis 1926 an der Kunstgewerbe- und Handwerkerschule Berlin, danach von 1927 bis 1930 u. a. bei Fritz Klimsch an der Hochschule für bildende Künste Berlin in Berlin-Charlottenburg. Anschließend arbeitete er als freischaffender Künstler in Berlin. In der Zeit des Nationalsozialismus war Damerow obligatorisch Mitglied der Reichskammer der bildenden Künste. Sicher belegt ist seine Teilnahme 1940 an der Großen Berliner Kunstausstellung und 1941 und 1943 mit insgesamt drei Skulpturen an der Großen Deutschen Kunstausstellung in München. 
Mit Beginn des Zweiten Weltkriegs wurde Damerow zur Wehrmacht eingezogen. 1944 geriet er an der Ostfront in sowjetische Kriegsgefangenschaft, aus der er 1947 entlassen wurde. Er kehrte nach Berlin zurück und blieb im damaligen sowjetischen Sektor der Stadt. Als Künstler in der DDR schuf er in den folgenden Jahren vor allem Tierplastiken aus Bronze und Naturstein, aber auch Werke, die den sozialistischen Alltag in der DDR darstellten, sowie Porträtköpfe. Seine grobe Gestaltung bei Werken, die den sozialistischen Alltag widerspiegeln, führten zum Teil zu öffentlicher Kritik an einigen seiner Arbeiten. Sein Leben lang blieb er Berlin eng verbunden, 
Damerow war von 1961 bis 1965 Bezirksverordneter in Berlin-Friedrichshain und wohnte hier seit 1954 Frankfurter Tor 7 und seit 1975 Frankfurter Tor 4. Einige seiner Skulpturen findet man heute im (Ost-)Berliner Stadtbild sowie im Tierpark Berlin.

## Skulpturen (Auswahl)
- Sinnende (ausgestellt 1941 auf der Großen Deutschen Kunstausstellung)[3]
- Entschlossener (ausgestellt 1941 auf der Großen Deutschen Kunstausstellung)[4]
- Denker (ausgestellt 1943 auf der Großen Deutschen Kunstausstellung)[5]

- Koreaner (Porträtbüste, Marmorzement, 1952)[6]
- Ernst Thälmann (Porträtbüste, 1952)[7]

- Paul Strauß (1963)
- Polytechnischer Unterricht (1962)
- Riesenkänguruh im Tierpark Berlin (1968)
- Seerobbe im Seebad Wendenschloss (Aufstellung 1970)
- Franz Dahlem
- Medizinstudentin

## Galerie

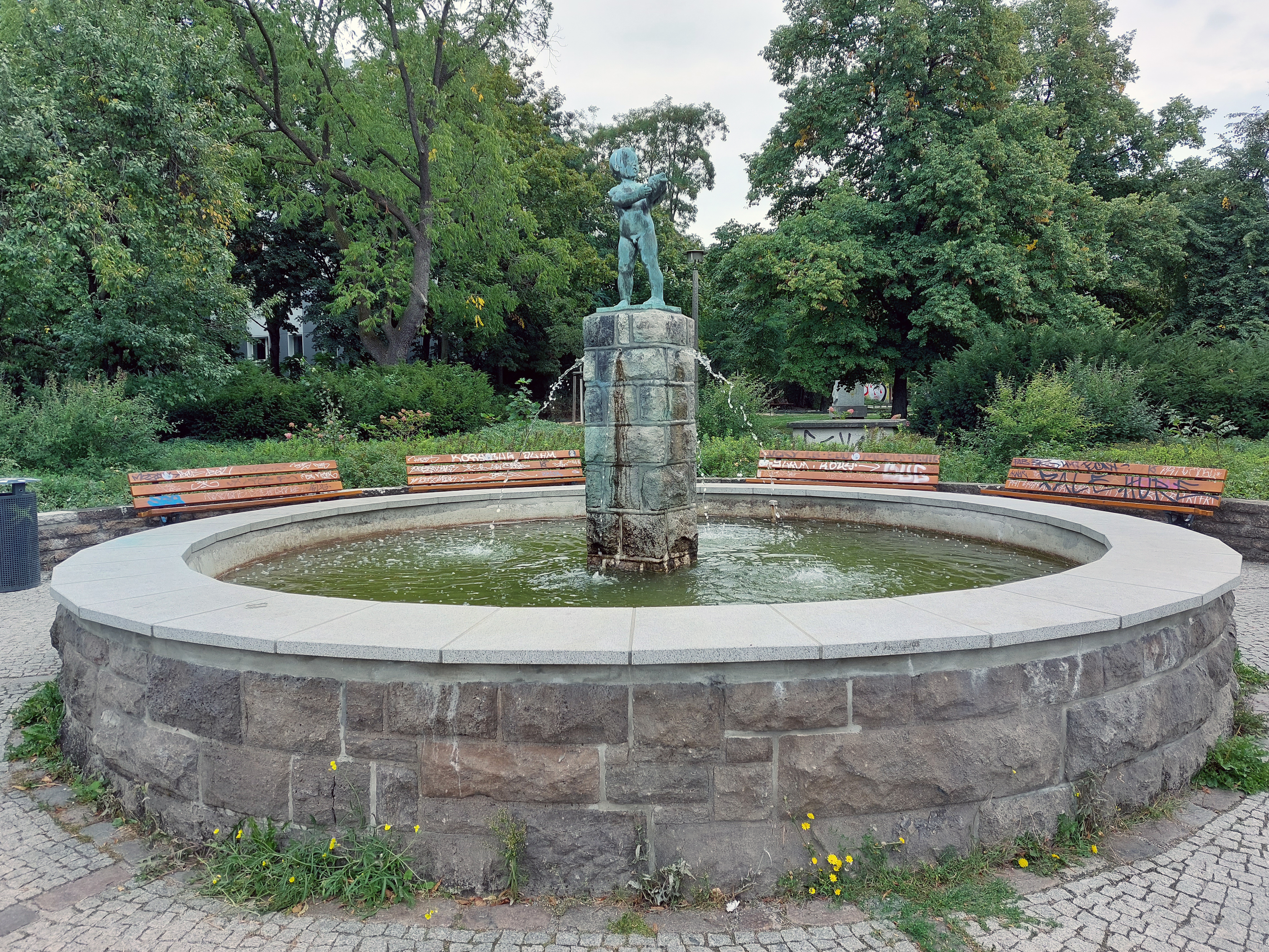
Knabe mit Fisch (1958) Berlin-Prenzlauer Berg
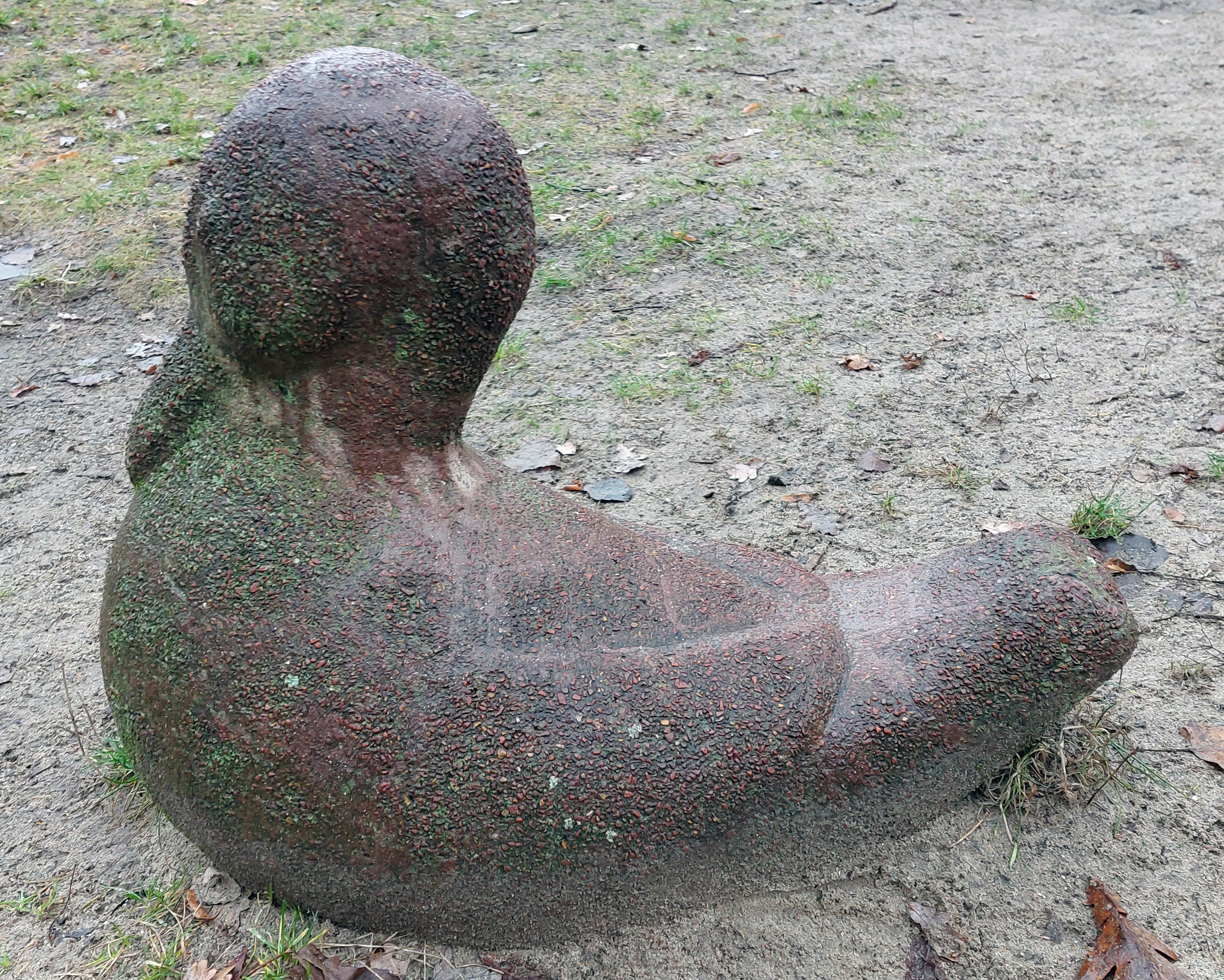
Ente (1962) Berlin-Friedrichshain
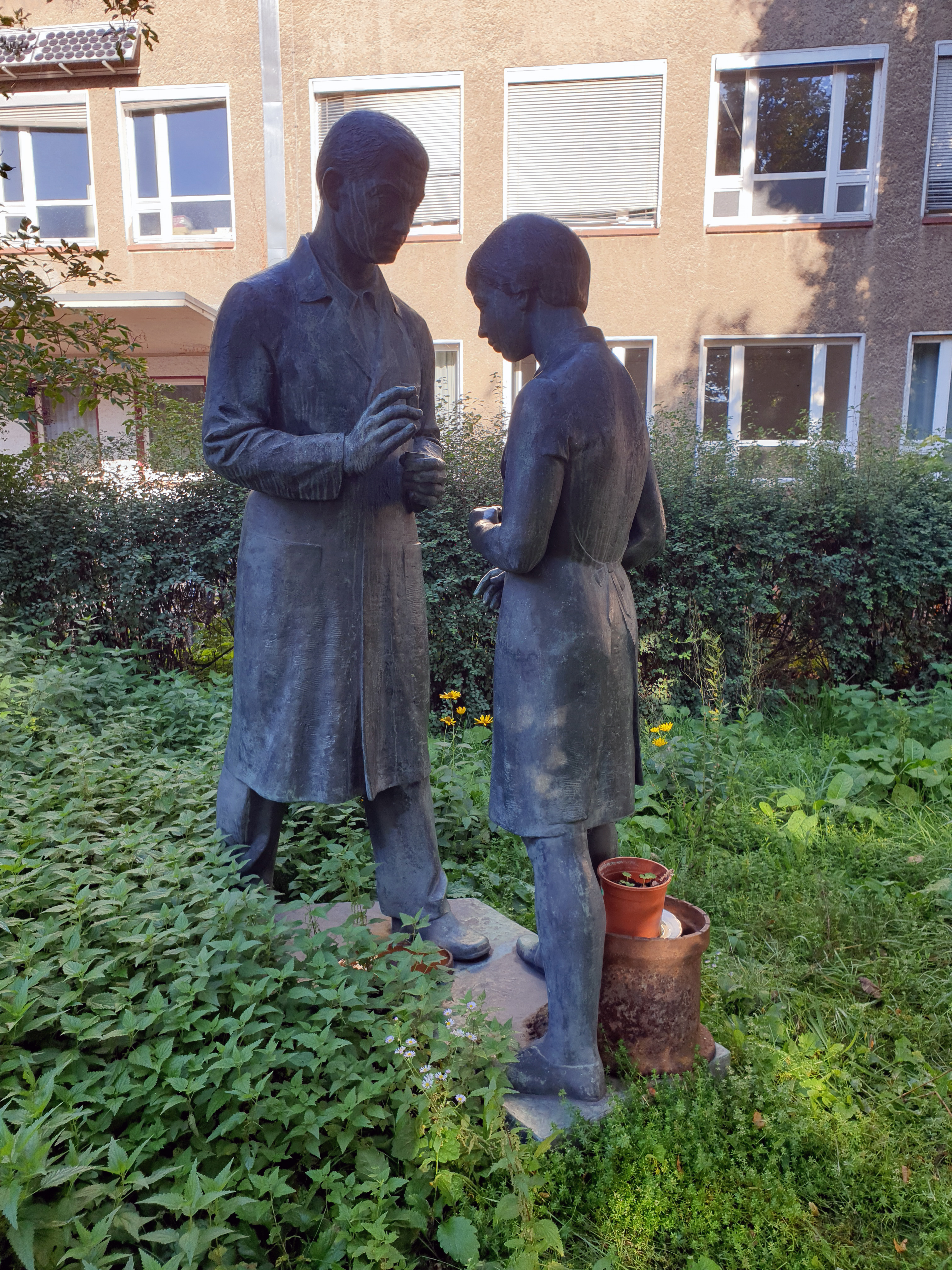
Polytechnischer Unterricht (1962) Berlin-Köpenick
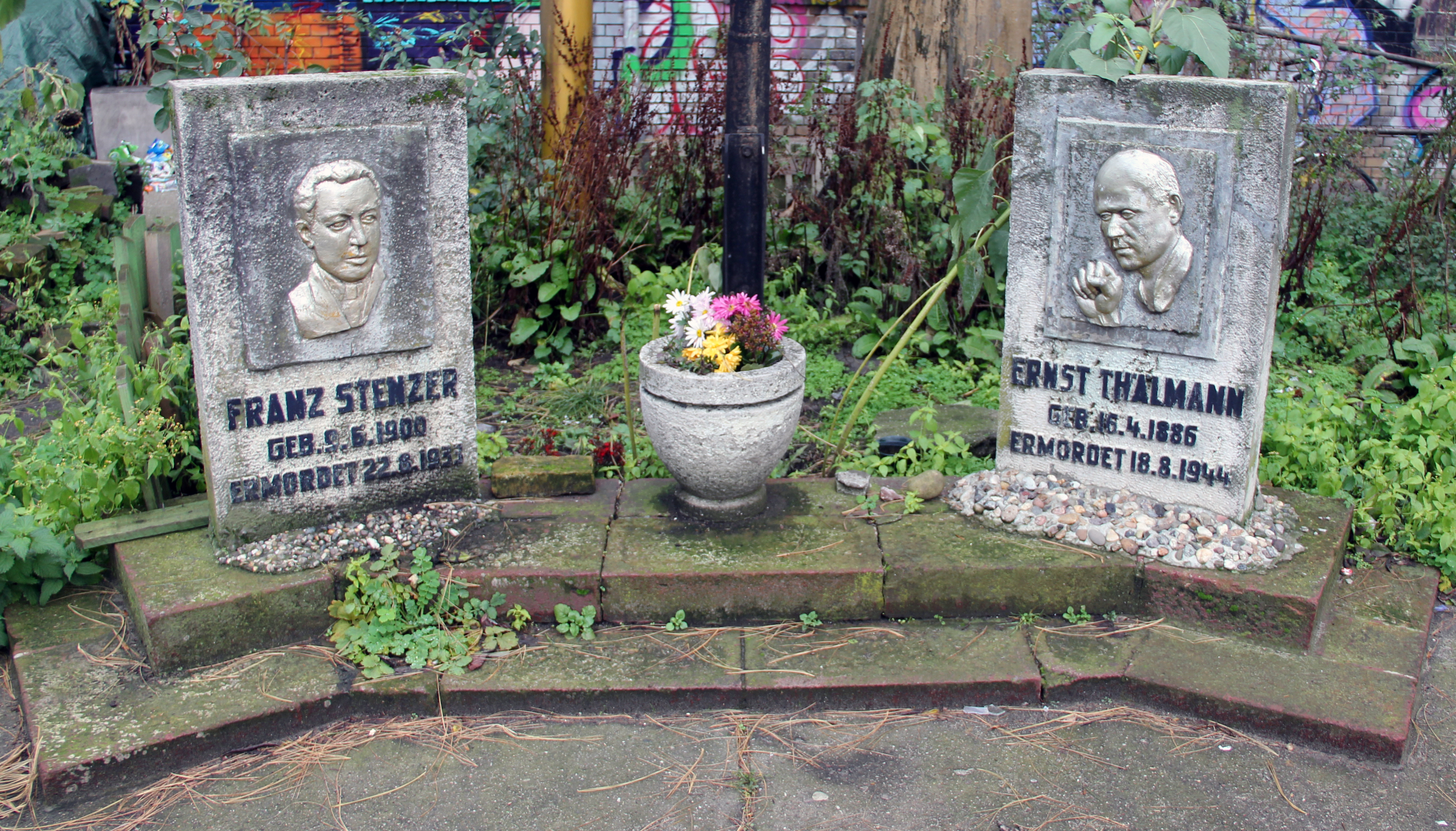
Franz Stenzer und Ernst Thälmann (1969) Berlin-Friedrichshain
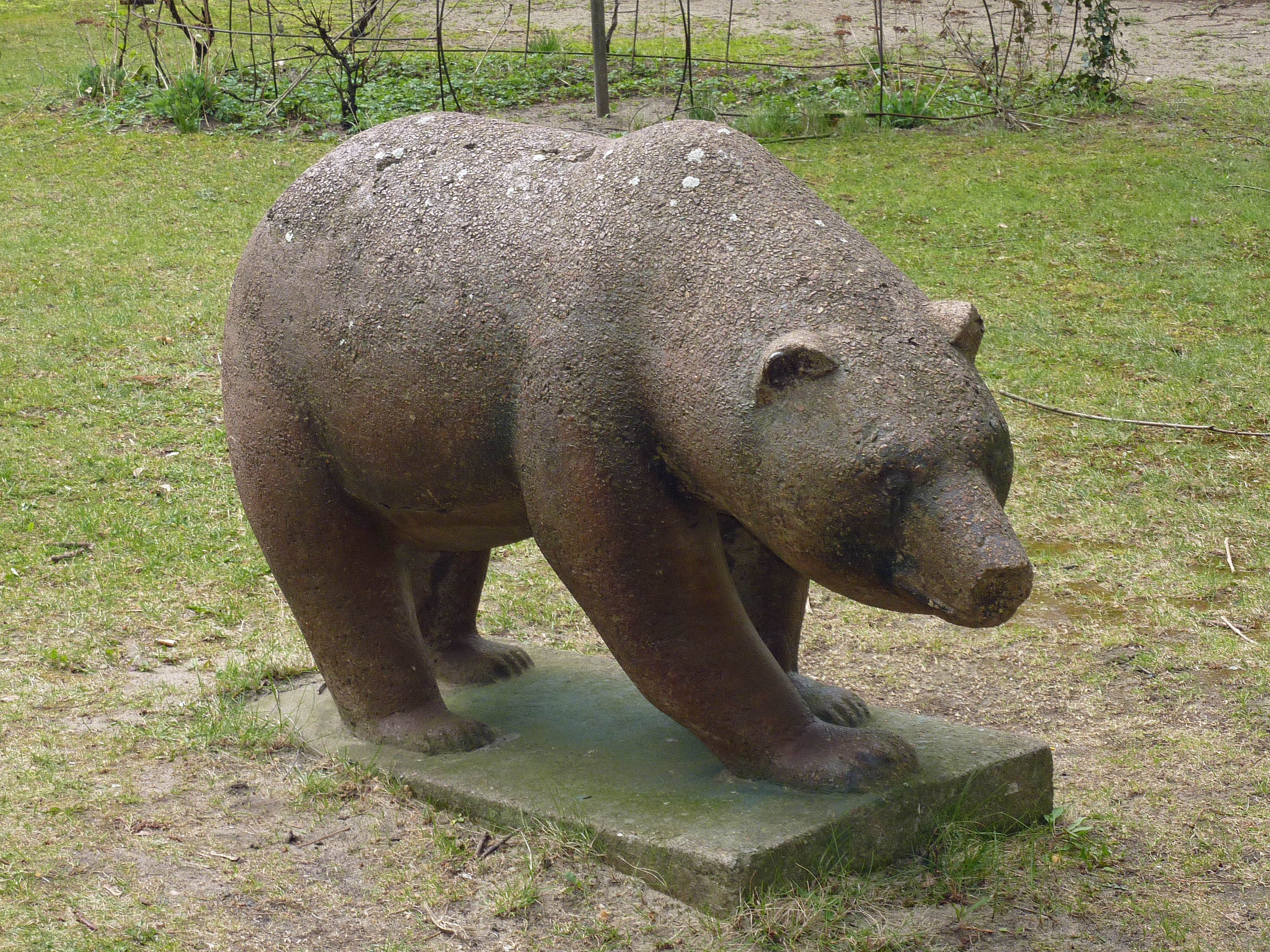
Bär (1969) Berlin-Alt-Hohenschönhausen
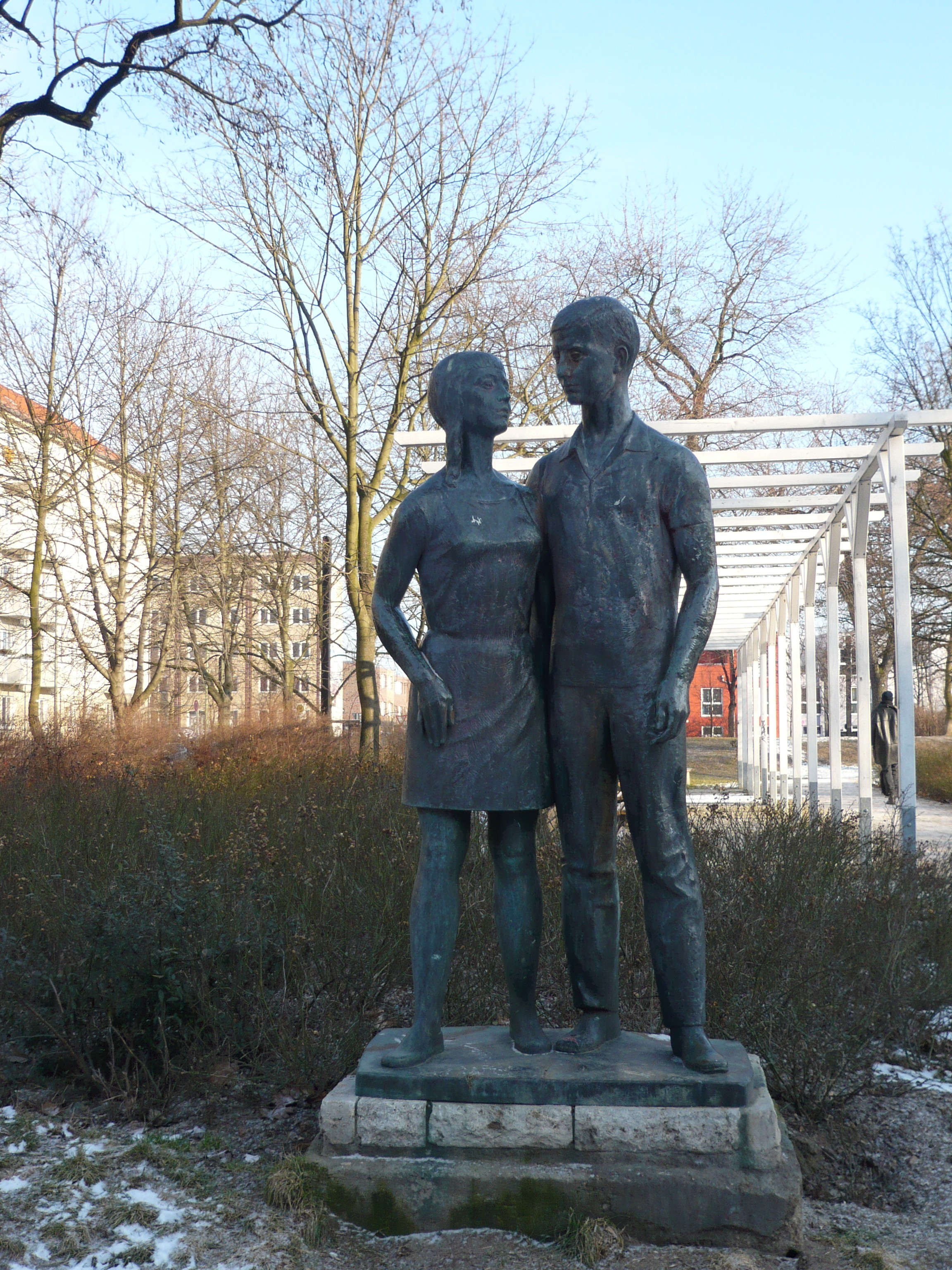
Junges Paar (1970) Berlin-Friedrichshain
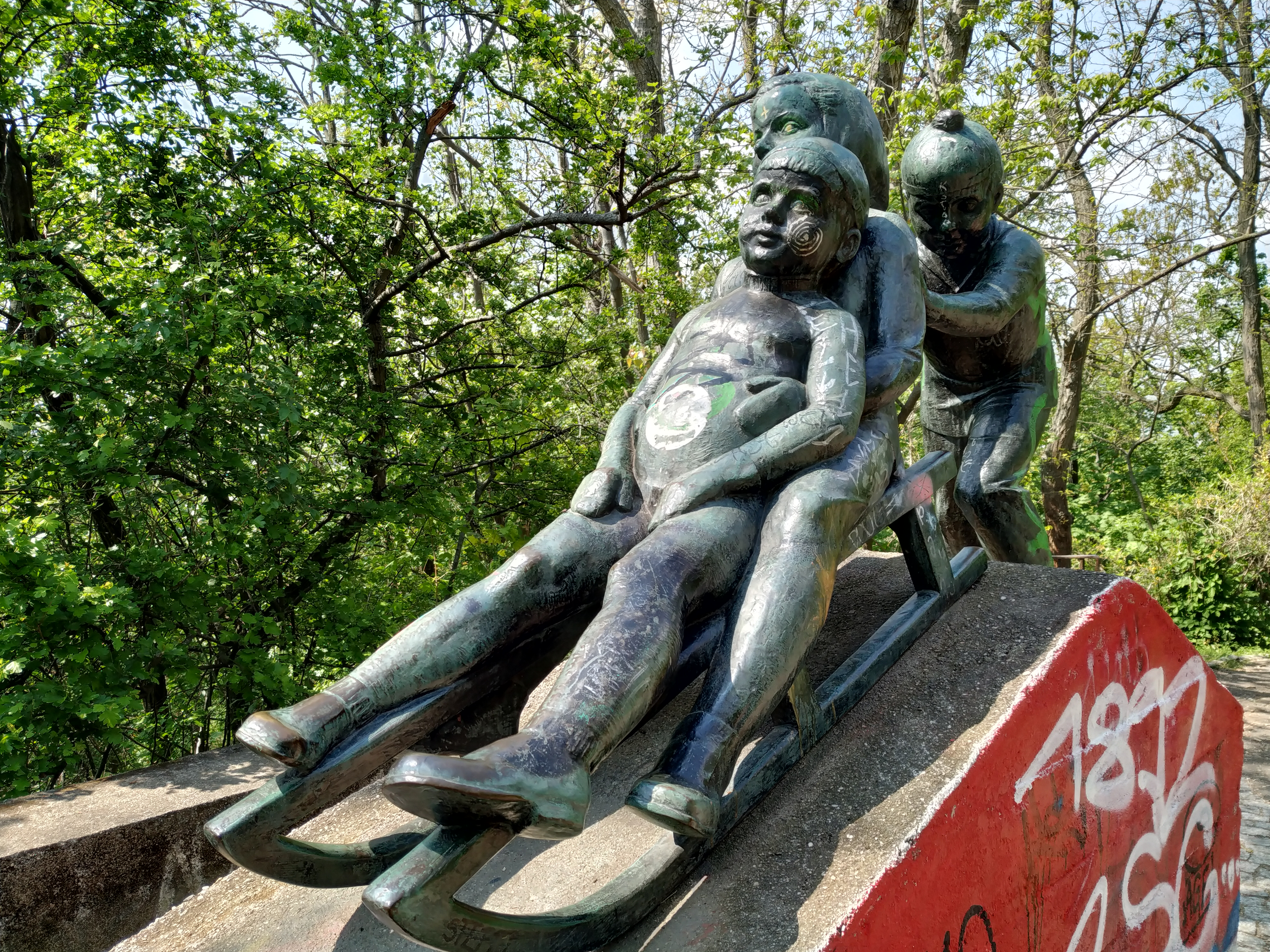
Rodelne Kinder (1972) Berlin-Prenzlauer Berg

## Ausstellungen in der DDR

### Einzelausstellung
- 1976: Berlin, Galerie im Turm

### Ausstellungsbeteiligungen
- 1958 und 1960: Berlin, Bezirkskunstausstellungen
- 1961: Magdeburg, Kulturhistorisches Museum (Kunstausstellung der 3. Arbeiterfestspiele)
- 1975: Wanderausstellung „Kleinplastik und Grafik“
- 1989: Berlin, Akademie-Galerie im Marstall („Bauleute und ihre Werke. Widerspiegelungen in der bildenden Kunst der DDR“)